# William Juxon

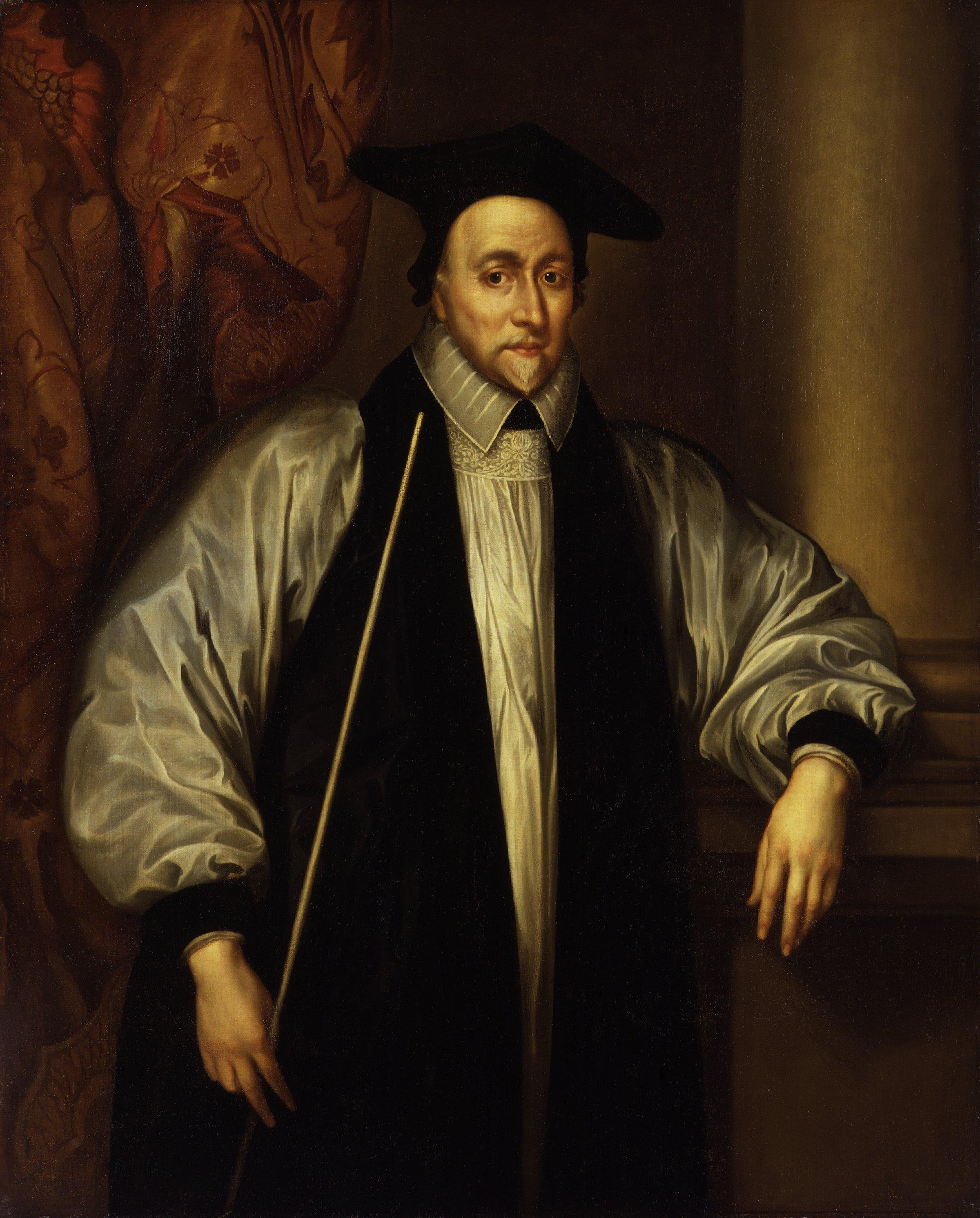
William Juxon, Erzbischof von Canterbury

William Juxon (* 1582; † 4. Juni 1663 in Lambeth Palace) war ein englischer Geistlicher, von 1633 bis 1649 Bischof von London und ab 1660 bis zu seinem Tod Erzbischof von Canterbury.

## Leben

### Erziehung
Über Juxons Jugend ist wenig bekannt. Sein Vater war Robert Juxon. Vermutlich wurde er in Chichester geboren und besuchte die dortige The Prebendal School. Anschließend setzte er seine Ausbildung an der Merchant Taylors’ School in Northwood fort und studierte am St John's College, Oxford. Dort hatte er ab 1598 einen Lehrauftrag.

### Kirchliche Laufbahn
In Oxford studierte Juxon Rechtswissenschaften und begann gleichzeitig eine geistliche Laufbahn. 1609 wurde er Vikar an der St Giles' Church in Oxford. Dieses Amt hatte er inne, bis er 1615 Pfarrer der Kirche in Somerton, Oxfordshire, wurde. 1621 kehrte Juxon in den akademischen Dienst zurück und wurde der Nachfolger seines Freundes William Laud als Oberhaupt des St John’s College in Oxford. Von 1626 bis 1627 war er Vize-Kanzler der Universität Oxford. Schon früh stand Juxon in Kontakt zum Königshof als ständiger Hofgeistlicher König Karls I.
1627 wurde er Dekan an der Kathedrale von Worcester. 1632 wurde er zum Bischof für die Diözese Hereford ernannt, legte sein Amt in St. John’s im Januar 1633 nieder, übernahm jedoch nie die Amtsgeschäfte, da er im selben Jahr zum Bischof von London geweiht wurde. Hier übernahm er wieder die Nachfolge von William Laud.

### Weltliche Ämter
König Karl I. machte Juxon 1636 zum Lord High Treasurer in England und zum Lord High Admiral. Diese Aufgaben beanspruchten ihn in den folgenden fünf Jahren zunehmend. 1641 legte er die Finanzverwaltung nieder. Während des englischen Bürgerkriegs blieb er vom Parlament unbehelligt und lebte im Fulham Palace. Gleichzeitig konsultierte Karl I. ihn weiterhin als Ratgeber. Die Wertschätzung des Königs zeigt sich darin, dass er Juxon als Beistand auf dem Schafott und zur Erteilung der Sterbesakramente vor seiner Hinrichtung auswählte.

### Ruhestand und Dienst als Erzbischof
Juxon setzte sich 1649 in Little Compton in Gloucestershire auf einem erworbenen Anwesen zur Ruhe. Er errang einen gewissen Ruf als Hundezüchter.
Im Zeitalter der englischen Restauration unter Karl II. wurde Juxon am 2. September 1660 zum Erzbischof von Canterbury ernannt. Das Wahlkapitel von Canterbury bestätigte dies durch seine Wahl am 13. September, was der König wiederum zwei Tage später bestätigte. Am 20. September fand die Bestätigung durch die englischen Bischöfe in der Kapelle Heinrichs VII. der Westminster Abbey statt, am 22. September wurden ihm die Besitzungen als Erzbischof übertragen und am 25. September wurde Juxon inthronisiert. In den folgenden Jahren verschlechterte sich sein Gesundheitszustand. Er starb am 4. Juni 1663 im Lambeth Palace und wurde im St John’s College beigesetzt.
Als Vermächtnis hinterließ Juxon den Wiederaufbau der St. Paul’s Cathedral und den Bau der Großen Halle in Lambeth Palace.

## Ehrungen
Das Juxon House nordwestlich der St Paul’s Cathedral auf dem Ludgate Hill in London wurde nach ihm benannt und ist Teil des Paternoster Square. Im Oxforder Stadtteil Jericho ist die Juxon Street nach ihm benannt. Sie liegt auf einem ehemaligen Gelände des St. John’s College. Eine weitere Luxon Street liegt in London in der Nähe des Lambeth Palace.